# 無產階級站 (莫斯科地鐵)
無產階級站（羅馬化：Proletarskaya）是莫斯科地鐵的一個車站，位於莫斯科東南部。無產階級站是塔甘卡-紅普列斯尼亞線和柳布利諾-德米特羅夫線的一個換乘車站，開通於1966年12月31日。

## 外部連結
- metro.ru[永久]
- mymetro.ru
- KartaMetro.info — Station location and exits on Moscow map (English/Russian)